# Earthsongs
Earthsongs es el quinto álbum de estudio de Secret Garden, publicado en 2005 por Decca.

## Lista de canciones
| N.º | Título                                             | Duración |  |
| 1.  | «Sometimes When It Rains»                          | 4:42     |  |
| 2.  | «Fields of Fortune»                                | 4:16     |  |
| 3.  | «The Reel»                                         | 3:30     |  |
| 4.  | «Always There»                                     | 4:50     |  |
| 5.  | «When Darkness Falls»                              | 5:31     |  |
| 6.  | «Sleepsong»                                        | 4:55     |  |
| 7.  | «Lotus»                                            | 4:38     |  |
| 8.  | «Searching for the Past»                           | 3:18     |  |
| 9.  | «Silence Speaks»                                   | 4:37     |  |
| 10. | «Daughters of Erin»                                | 2:39     |  |
| 11. | «Half a World Away»                                | 4:44     |  |
| 12. | «Canzona»                                          | 4:36     |  |
| 13. | «Sarabande»                                        | 3:14     |  |
| 14. | «Grace»                                            | 4:16     |  |
| 15. | «Raise Your Voices»                                | 4:51     |  |
| 16. | «Always There (feat. Hins Cheung) [Versión China]» | 4:50     |  |